# Operação Eland
Operação Eland, também conhecida como Raide de Nyadzonya , foi uma operação militar realizada por agentes da Selous Scouts em Nyadzonya, Moçambique, em 9 de agosto de 1976. Os rodesianos alegaram que 300 soldados da ZANLA e 30 das Forças Armadas de Moçambique foram mortos; documentação capturada após o evento sugeriu que 1.028 foram mortos

## Operação
Em 5 de agosto de 1976, um grupo de 60 guerrilheiros do ZANLA  adentraram na Rodésia e e atacaram uma base militar em Ruda, perto de Umtali. Quatro dias depois, a guerrilha matou quatro soldados em um ataque de morteiro e outro morreu em uma operação de reconhecimento. No local, a população branca exigiu que uma ação deveria ser tomada.
A Operação Eland foi idealizada e envolveu uma incursão transfronteiriça por 84 Selous Scouts comandados pelo Capitão Rob Warraker contra um concentração da guerrilha localizada em um campo de treinamento no Rio Nyadzonya, 40 quilômetros (25 mi) de distância da fronteira. A coluna composta de quatro Ferret e sete blindados Unimogs, dois dos quais estavam armados com canhões 20mm Hispano. Os veículos foram disfarçados para parecer que pertenciam à FRELIMO, enquanto os homens usavam uniformes da guerrilha. Entre os soldados estava um ex-comandante da ZANLA, conhecido pelo nome de Morrison Nyathi, que liderou os atacando para o acampamento.
Os operadores foram capazes de se infiltrar no centro da base. Nyathi soprou um apito, que era o sinal de emergência para a guerrilha, para reunir-se em forma; os veículos foram cercados por milhares de guerrilheiros e os rodesianos abriram fogo à queima-roupa. Centenas foram baleados ou afogaram-se no rio próximo em sua tentativa de fuga. Documentos capturados após o assalto indicaram que 1.028 guerrilheiros haviam sido mortos, um valor consideravelmente superior aos 300 inicialmente reivindicado pelos Selous.
A ponte sobre o Rio Pungwe  foi um importante ponto estratégico que a equipe de assalto teve de tomar para sua jornada de volta à Rodésia. A ponte foi tomada com êxito e, em seguida, destruída.

## Resultado
O governo sul-africano retirou o apoio militar que estava sendo fornecido, secretamente, através de Operação Polo. O ZANLA alegou que a base era um campo de refugiados e que a incursão foi a pior atrocidade da guerra. No entanto, documentos capturados da ZANLA revelaram que as pessoas mortas no ataque eram guerrilheiros treinados ou estavam passando por instrução e treinamento de guerrilha.